# Chaînon Gabilan
Le chaînon Gabilan, ou monts Gabilan, est situé dans les chaînes côtières du Pacifique sur la Côte centrale de Californie, s'étalant du nord-ouest au sud-ouest, le long des comtés de Monterrey et de San Benito. Le chaînon Gabilan est bordé à l'est par la chaîne Diablo, la faille de San Andreas et la route d'État californienne no 25. À l'ouest du chaînon se situent le chaînon Santa Lucia, la vallée de la Salinas et la route Interstate 101. 
La chaîne de montagnes abrite le pic Fremont (en) (967 mètres), le Pinnacles National Monument et deux sommets à plus de 1 000 mètres d'altitude : le mont Johnson (1 053 mètres) et la cime septentrionale du pic Chalone (1 008 mètres).
Étymologiquement, l'origine la plus probable du mot gavilan remonte à l'espagnol ancien, tandis que certaines sources attribuent le mot gavilan à une faute de prononciation en anglais américain. Dans ces deux cas, gavilan désigne un faucon, plus particulièrement la Buse à queue rousse, très présente dans le chaînon Gavilan.
Les monts Gabilan, ainsi que les endroits environnants, sont le cadre de plusieurs nouvelles de John Steinbeck, comme Des souris et des hommes ou À l'est d'Éden.

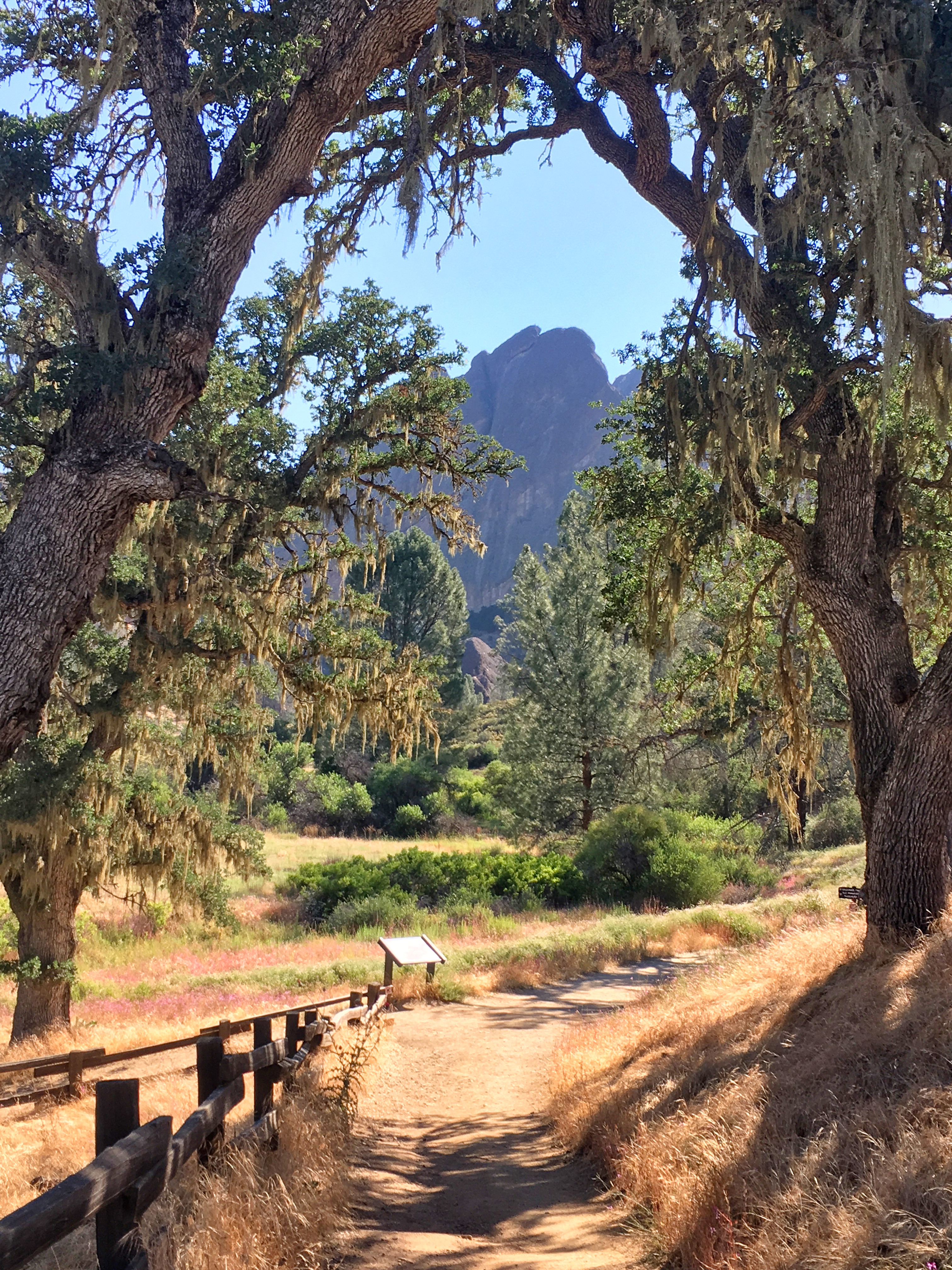
Vue du Balconies Trail, sentier de randonnée qui parcourt une partie du chaînon Gabilan.
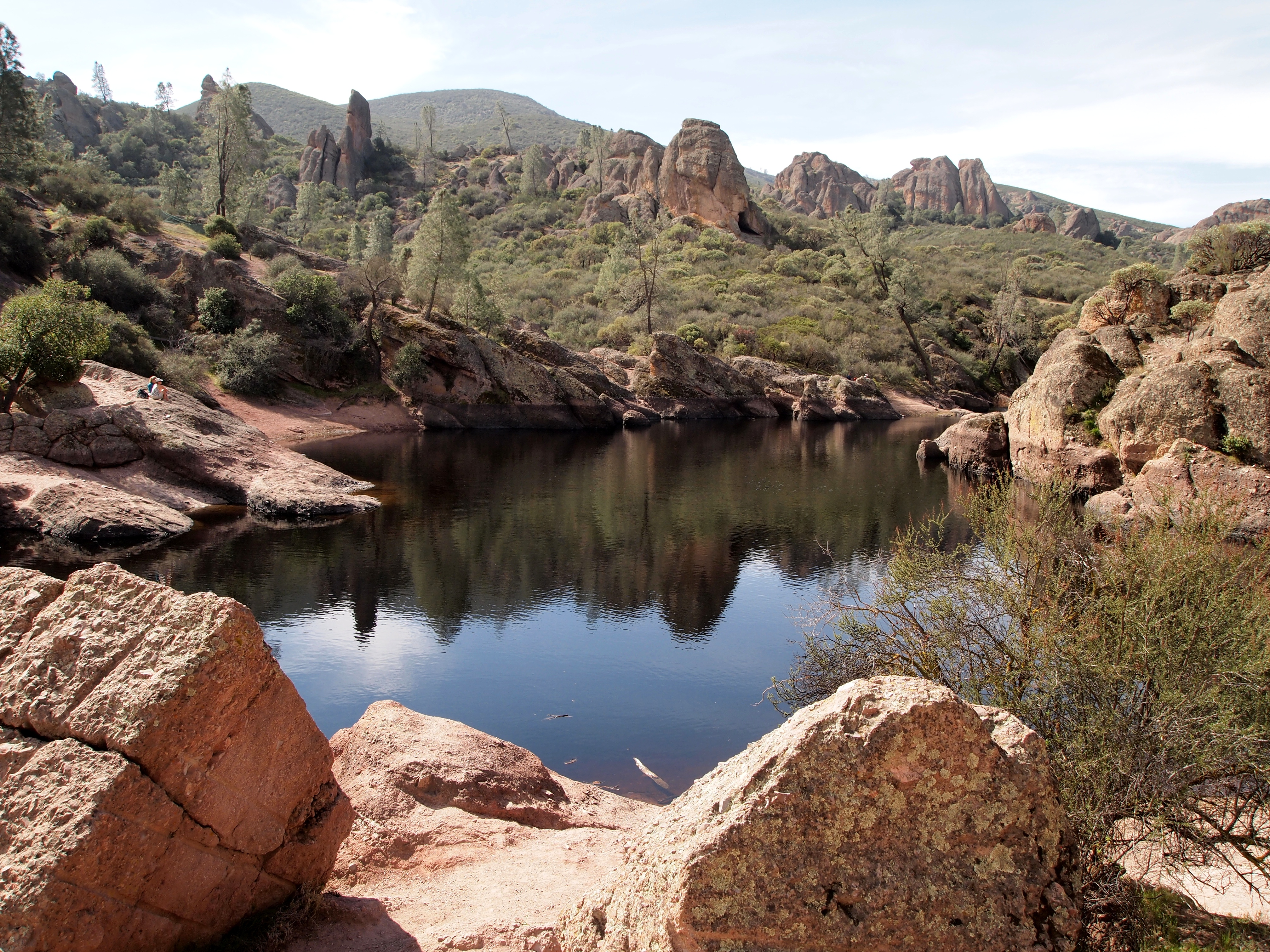
Le réservoir Bear Gulch.